# Saison 4 de NCIS : Nouvelle-Orléans
Chronologie
Saison 3 Saison 5
Cet article présente le guide des épisodes de la quatrième saison de la série télévisée américaine NCIS : Nouvelle-Orléans (NCIS: New Orleans).

## Généralités
Au Canada, elle est diffusée sur le réseau Global, soit trois heures à l'avance ou en simultané.

## Distribution

### Acteurs principaux
- Scott Bakula (VF : Guy Chapellier) : Dwayne Cassius Pride alias « King »
- Lucas Black (VF : Ludovic Baugin) : Christopher LaSalle
- Vanessa Ferlito (VF : Géraldine Asselin) : Tammy Gregorio
- Rob Kerkovich (VF : Adrien Larmande) : Sebastian Lund
- Shalita Grant (VF : Juliette Poissonnier) : Sonja Percy (épisodes 1 à 19)[1]
- Daryl Mitchell (VF : Laurent Morteau) : Patton Plame
- CCH Pounder (VF : Michèle Bardollet) : Loretta Wade

## Épisodes

### Épisode 1:Danger nucléaire
- États-Unis /  Canada : 26 septembre 2017 sur CBS / Global
- France : 14 juillet 2018 sur M6
- Belgique : 19 juin 2019 sur RTL-TVI

- États-Unis : 8,78 millions de téléspectateurs[2] (première diffusion)
- Canada : 1,122 million de téléspectateurs[3] (première diffusion + différé 7 jours)
- France : 1,87 million de téléspectateurs[4] (première diffusion)

- Becky Ann Baker (Agent spécial superviseur Paula Boyd)
- Amanda Warren (Maire Zena Taylor)
- Matt Servito (Capitaine Estes du NOPD)
- Tim Guinee (Agent Lamont du département de la Sécurité intérieure des États-Unis)
- Diany Rodriguez (Agent Garcia du département de la Sécurité intérieure des États-Unis)
- Nicolas Coucke (Deleon)
- Eric Johann (Pritchett)
- Brian Matny (Capitaine du navire)
- Major Dodge (Patron)
- Steven Waldren (Officier Roy)
- Todras Sam (Jeune agent du NRC)

### Épisode 2:Kidnapping
- États-Unis /  Canada : 3 octobre 2017 sur CBS / Global
- France : 14 juillet 2018 sur M6
- Belgique : 19 juin 2019 sur RTL-TVI

- États-Unis : 9,23 millions de téléspectateurs[5] (première diffusion)
- Canada : 974 000 téléspectateurs[6] (première diffusion + différé 7 jours)
- France : 1,46 million de téléspectateurs[7] (première diffusion)

- Dendrie Taylor (Martha Roberts)
- Mackenzie Astin (en) (Brian Davis)
- Hallie Ricardo (Quartier-maître Lindsey Kirk)
- Jaren Mitchell (Taylor Price)
- Tanyell Waivers (Nisha Allard)
- Steven Waldren (Roy)

### Épisode 3:Agents doubles
- États-Unis /  Canada : 10 octobre 2017 sur CBS / Global
- France : 14 juillet 2018 sur M6
- Belgique : 26 juin 2019 sur RTL-TVI

- États-Unis : 9,52 millions de téléspectateurs[8] (première diffusion)
- Canada : 1,053 million de téléspectateurs[9] (première diffusion + différé 7 jours)
- France : 1,31 million de téléspectateurs[10] (première diffusion)

- Cassidy Freeman (Eva Azarova)
- Derek Webster (Directeur adjoint du FBI Raymond Isler)
- Pavel Kalachev (Alexander Petrov)
- Tawny Cypress (Agent spécial du FBI Sarah Barns)
- Jamie Bernadette (Agent de terrain Callie Tillford)
- Aaron Dominguez (Cadet de la Navy Justin Winters)

### Épisode 4:Esprit‚ êtes-vous là?
- États-Unis /  Canada : 17 octobre 2017 sur CBS / Global
- France : 21 juillet 2018 sur M6
- Belgique : 26 juin 2019 sur RTL-TVI

- États-Unis : 9,54 millions de téléspectateurs[11] (première diffusion)
- Canada : 1,098 million de téléspectateurs[12] (première diffusion + différé 7 jours)
- France : 1,67 million de téléspectateurs[13] (première diffusion)

- Will Brill (Otis)
- Caroline Rose Kaplan (Brady)
- Jessica Frances Dukes (Scary Mary)
- Edward Watts (Tate Prescott)
- Kathryn Campany (Tessa Edgar Prescott)
- Brian Distance (Policier en uniforme)

### Épisode 5:Seul contre tous
- États-Unis /  Canada : 24 octobre 2017 sur CBS / Global
- France : 21 juillet 2018 sur M6
- Belgique : 3 juillet 2019 sur RTL-TVI

- États-Unis : 9,52 millions de téléspectateurs[14] (première diffusion)
- Canada : 1,032 million de téléspectateurs[15] (première diffusion + différé 7 jours)
- France : 1,49 million de téléspectateurs[16] (première diffusion)

- Derek Webster (Agent spécial Raymond Isler)
- Amanda Warren (Maire Zena Taylor)
- Hans Obma (Hans Mattis)
- Jenna Kanell (Laura Dawson)
- Kendrick Cross (Agent spécial Johnson)
- Christopher Ambrose (Piéton obèse)
- Matthew Jayson Cwern (Colonel Rafiq Kassar)

### Épisode 6:Chercher la femme
- États-Unis /  Canada : 31 octobre 2017 sur CBS / Global
- France : 21 juillet 2018 sur M6
- Belgique : 3 juillet 2019 sur RTL-TVI

- États-Unis : 8,86 millions de téléspectateurs[17] (première diffusion)
- Canada : 1,275 million de téléspectateurs[18] (première diffusion + différé 7 jours)
- France : 1,66 million de téléspectateurs

- Natalie Hall (Chloe Miles)
- Michael Angelo Pniewski (Beau Lasalle)
- Eric Morris (Lt. Commandant Nolan Willis)
- Alex Biglane (Sam Segar de la police militaire)
- Magnola Nunez (Officier du NOPD)

### Épisode 7:L'accident
- États-Unis /  Canada : 7 novembre 2017 sur CBS / Global
- France : 28 juillet 2018 sur M6
- Belgique : 10 juillet 2019 sur RTL-TVI

- États-Unis : 9,22 millions de téléspectateurs[19] (première diffusion)
- Canada : 1,125 million de téléspectateurs[20] (première diffusion + différé 7 jours)
- France : 1,49 million de téléspectateurs[21] (première diffusion)

- Kelly Hu (Dr Anna Yoon)
- Ajarae Coleman (Marlene Bell)
- Katherine Crawford (Lieutenant Krista Vreeland)
- Reece Rios (Dr Caleb Lyons)
- David Lind (Max Cahill)
- Steven Waldren (Roy)
- Jeremy Harrison (Gabriel Ridley)
- Tristan Tierce (Eddie Ridley)
- Tahj Vaughans (Vigile)
- Eduardo Losan (Laborantin)
- Vinicia Smothers (Infirmière)
- Ashley Winfrey (La femme qui hurle)

### Épisode 8:Sur les traces du père
- États-Unis /  Canada : 14 novembre 2017 sur CBS / Global
- France : 28 juillet 2018 sur M6
- Belgique : 10 juillet 2019 sur RTL-TVI

- États-Unis : 9,67 millions de téléspectateurs[22] (première diffusion)
- Canada : 1,178 million de téléspectateurs[23] (première diffusion + différé 7 jours)
- France : 1,38 million de téléspectateurs[24] (première diffusion)

- Christopher Meyer (Danny Malloy)
- Celia Keenan-Bolger (Marshall fédéral Jolene Sawyer)
- Nina Lisandrello (Dr Amy Christo du NCIS)
- Emily Kimball (Emily Birch)
- Austin Cauldwell (Carsen Donner)
- Jason Downs (Malcom Donner)
- Gabriel Rafael Rodriguez (Mateo Hyder)
- Brian Distance (Sergent Gordon du NOPD)
- Lorenzo Yearby (Marshall fédéral Frank Hoskins)
- Bill Martin Williams (Avocat)
- Melissa Lehman (Docteur)

### Épisode 9:Dans la rue
- États-Unis /  Canada : 21 novembre 2017 sur CBS / Global
- France : 28 juillet 2018 sur M6
- Belgique : 17 juillet 2019 sur RTL-TVI

- États-Unis : 7,99 millions de téléspectateurs[25] (première diffusion)
- Canada : 1,508 million de téléspectateurs[26] (première diffusion + différé 7 jours)
- France : 1,19 million de téléspectateurs[27] (première diffusion)

- X Ambassadors (invité musical)
- Jowin Batoon (Tita)
- Mikelle Wright-Matos (Lil Man)
- Evan Parke (Dan Young)
- Will Peltz (KC Vaughn)
- David Iacono (Joey Shelton)
- Onye Eme-Akwari (Soldat Thompson)
- Dragon Sumonja (Simon Natali)
- Beth Bartley (La femme du touriste)
- Michael Forbs (Ouvrier)

### Épisode 10:Miroir‚ mon beau miroir
- États-Unis /  Canada : 12 décembre 2017 sur CBS / Global
- France : 4 août 2018 sur M6
- Belgique : 17 juillet 2019 sur RTL-TVI

- États-Unis : 8,21 millions de téléspectateurs[28] (première diffusion)
- Canada : 1,562 million de téléspectateurs[29] (première diffusion + différé 7 jours)
- France : 1,22 million de téléspectateurs[30] (première diffusion)

- Steven Weber (Douglas Hamilton)
- Stacy Keach (Cassius Pride)
- Derek Webster (Agent du FBI Isler)
- Chelsea Field (Rita Devereaux)
- Nina Lisandrello (Docteur Amy Christo du NCIS)
- Taylor Selé (Charles Fournier, enquêteur auprès du procureur)
- Leigh Ann Wielgus (Jan Schumaker, assistant du procureur)
- Robert Montano (Directeur adjoint Prince)
- Ted Ferguson (Juge Edwin J. Miller)
- Joseph Toves (Huissier)

### Épisode 11:La part du monstre
- États-Unis /  Canada : 2 janvier 2018 sur CBS / Global
- France : 4 août 2018 sur M6
- Belgique : 24 juillet 2019 sur RTL-TVI

- États-Unis : 9,1 millions de téléspectateurs[31] (première diffusion)
- Canada : 1,693 million de téléspectateurs[32] (première diffusion + différé 7 jours)
- France : 1,17 million de téléspectateurs[33] (première diffusion)

- Matt Servitto (Capitaine Estes du NOPD)
- L. Steven Taylor (Jake Roman)
- Dylan Kenin (Willard Kurtz)
- Amy Rutberg (Megan Sutter)
- Kate Abbruzzese (Claire Kurtz)
- Havilah Malone (Officier Mary Crane)
- Ele Bardha (Hugo James Smith)
- Oliver Keller (Marcus Tyrell)

### Épisode 12:Le chacal
- États-Unis /  Canada : 9 janvier 2018 sur CBS / Global
- France : 4 août 2018 sur M6
- Belgique : 24 juillet 2019 sur RTL-TVI

- États-Unis : 8,7 millions de téléspectateurs[34] (première diffusion)
- Canada : 1,814 million de téléspectateurs[35] (première diffusion + différé 7 jours)
- France : 993 000 téléspectateurs[36] (première diffusion)

- Derek Webster (Agent spécial Raymond Isler du FBI)
- Kristen Hager (Adrian Conner)
- Enrique Abada (Nate Carr)
- Tony Demil (Mark Farrel)
- John-Michael Lyles (Le Chacal)
- Jason Turner (Agent du SWAT)

### Épisode 13:Famille de cœur
- États-Unis /  Canada : 23 janvier 2018 sur CBS / Global
- France : 11 août 2018 sur M6
- Belgique : 31 juillet 2019 sur RTL-TVI

- États-Unis : 9,3 millions de téléspectateurs[37] (première diffusion)
- Canada : 1,708 million de téléspectateurs[38] (première diffusion + différé 7 jours)
- France : 1,57 million de téléspectateurs[39] (première diffusion)

- Tess Soltau (Rachel Modine)
- Tim Russ (Felix Hill)
- Samantha Marie Ware (Josie Hill)
- Robert Beitzel (Neil Clydell)
- Matthew Underwood (Sam le barman)
- Askia Bennett (Theo Rollins)
- Brent Henry (Client louche)
- Rebecca Luker (Rose Lasalle)
- Krystal Tomlin (Serveuse)
- Louise Riofrio

### Épisode 14:Une nouvelle ère
- États-Unis /  Canada : 6 février 2018 sur CBS / Global
- France : 11 août 2018 sur M6
- Belgique : 31 juillet 2019 sur RTL-TVI

- États-Unis : 8,38 millions de téléspectateurs[40] (première diffusion)
- Canada : 1,592 million de téléspectateurs[41] (première diffusion + différé 7 jours)
- France : 1,47 million de téléspectateurs[42] (première diffusion)

- Amanda Warren (Maire Zahra Taylor)
- Najla Said (Noora Saadi)
- Joey Vahedi (Sharif Saadi)
- Michael Mulheren (en) (Ron Cook)
- Peter Rini (Député Vernon Butler)
- Elena Sanchez (Erica Croft du CTI)
- Mehdi Barakchian (Bowden Petro)
- Al-Jaleel Knox (Mason Harris)
- Jason Bayle (Arthur Little)
- Samantha Beaulieu (Officier Sullos)
- Eyad Elbitar (Yossuf Abbas)

### Épisode 15:La dernière étape
- États-Unis /  Canada : 27 février 2018 sur CBS / Global
- France : 11 août 2018 sur M6
- Belgique : 7 août 2019 sur RTL-TVI

- États-Unis : 8,263 millions de téléspectateurs[43] (première diffusion)
- Canada : 1,733 million de téléspectateurs[44] (première diffusion + différé 7 jours)
- France : 1,33 million de téléspectateurs

- Derek Webster (Agent spécial du FBI Raymond Isler)
- Bob McCracken (Agent Roger Driscoll)
- Jaime Lincoln Smith (Hal Cranston)
- Shawn Parsons (Donny Bellanger)
- Alex Livinalli (Hicks)

### Épisode 16:Empathie
- États-Unis /  Canada : 6 mars 2018 sur CBS / Global
- France : 18 août 2018 sur M6
- Belgique : 7 août 2019 sur RTL-TVI

- États-Unis : 8,439 millions de téléspectateurs[45] (première diffusion)
- Canada : 1,714 million de téléspectateurs[46] (première diffusion + différé 7 jours)
- France : 1,56 million de téléspectateurs[47] (première diffusion)

- J.R. Ramirez (Jack Cooper)
- Rachel Handler (Molly Lindell)
- Melanie Nicholls-King (Dr Mandelbaum)
- Ryan Kessler (Agent Conlin)
- Brandon Rush (Agent Sluhan)
- Tom Day (Marshal Buxton)
- Tiffany Jackson (Infirmière)

### Épisode 17:La chasse au trésor
- États-Unis /  Canada : 13 mars 2018 sur CBS / Global
- France : 18 août 2018 sur M6
- Belgique : 14 août 2019 sur RTL-TVI

- États-Unis : 9,248 millions de téléspectateurs[48] (première diffusion)
- Canada : 1,211 million de téléspectateurs[49] (première diffusion + différé 7 jours)
- France : 1,45 million de téléspectateurs[50] (première diffusion)

- Teal Wicks (Michelle Faucheux)
- Jeff Chase (Sturgess)
- Josh Diogo (Hendrix)
- Toby Holguin (Walton)
- Kevin Jackson (Tom Todd)

### Épisode 18:L'heure des choix
- États-Unis /  Canada : 27 mars 2018 sur CBS / Global
- France : 18 août 2018 sur M6
- Belgique : 14 août 2019 sur RTL-TVI

- États-Unis : 8,526 millions de téléspectateurs[51] (première diffusion)
- Canada : 1,644 million de téléspectateurs[52] (première diffusion + différé 7 jours)
- France : 1,26 million de téléspectateurs

- Riann Steele (Sydney Halliday)
- Patrick Page (Colonel Stanley Parker)
- Sydney James Harcourt (Jeff Connolly)
- Joseph Melendez (Luis Benicio)
- Greg Sproles (Lieutenant Daryll Watkins des Navy Seals)
- Justin Hooper (Navy Seal Henley)
- Desmon Heck (Navy Seal Carter)

### Épisode 19:Sauver la mise
- États-Unis /  Canada : 3 avril 2018 sur CBS / Global
- France : 25 août 2018 sur M6
- Belgique : 21 août 2019 sur RTL-TVI

- États-Unis : 8,426 millions de téléspectateurs[53] (première diffusion)
- Canada : 1,726 million de téléspectateurs[54] (première diffusion + différé 7 jours)
- France : 1,52 million de téléspectateurs[55] (première diffusion)

- Shanley Caswell (Laurel Pride)
- Dennis Oh (Kurt Young)
- Lucy Walters (Amy Collins)
- Roger Yuan (Henry Chen)
- Aaron Strand (Ronny Adler)
- Jeffrey J. Dashnaw (Lieutenant Fox)

### Épisode 20:Dans l'œil du cyclone
- États-Unis /  Canada : 17 avril 2018 sur CBS / Global
- France : 25 août 2018 sur M6
- Belgique : 21 août 2019 sur RTL-TVI

- États-Unis : 8,455 millions de téléspectateurs[56] (première diffusion)
- Canada : 1,497 million de téléspectateurs[57] (première diffusion + différé 7 jours)
- France : 1,45 million de téléspectateurs

- Riann Steele (Sydney Halliday)
- Matt Servitto (Capitaine Estes du NOPD)
- Pierre Jean Gonzalez (Curtis Isaacs)
- Slate Holmgrem (Boomer Gilles)
- Nicholas Logan (Red Jacobs)
- Andrew Stewart-Jones (Capitaine Steven Davis)
- Donovan Mitchell (Wallace Leroi)
- Catherine Dee Holly (Lorna)
- Mem Shannon (Vince)

### Épisode 21:Briser les chaînes
- États-Unis /  Canada : 1er mai 2018 sur CBS / Global
- France : 25 août 2018 sur M6
- Belgique : 28 août 2019 sur RTL-TVI

- États-Unis : 8,131 millions de téléspectateurs[58] (première diffusion)
- Canada : 1,256 million de téléspectateurs[59] (première diffusion + différé 7 jours)
- France : 1,13 million de téléspectateurs

- Jaclyn Betham (Brooklyn)
- Deirdre Lovejoy (Claire McDermott)
- Alexis Louder (en) (Sophie Kendrick)

### Épisode 22:L'ennemi invisible
- États-Unis /  Canada : 8 mai 2018 sur CBS / Global
- France : 1er septembre 2018 sur M6
- Belgique : 28 août 2019 sur RTL-TVI

- États-Unis : 8,109 millions de téléspectateurs[60] (première diffusion)
- Canada : 1,623 million de téléspectateurs[61] (première diffusion + différé 7 jours)
- France : 1,78 million de téléspectateurs[62] (première diffusion)

- Chelsea Field (Rita Devereaux)
- Mark Gessner (Oliver Crane)
- Matt Servitto (Capitaine Estes)
- Carlos Gómez (Directeur adjoint du NCIS Carl Sanchez)
- Donny Boaz (Max B)
- Berto Colon  (Marcus Green)

### Épisode 23:Échec et mat (1/2)
- États-Unis /  Canada : 15 mai 2018 sur CBS / Global
- France : 1er septembre 2018 sur M6
- Belgique : 13 mai 2020 sur RTL-TVI

- États-Unis : 9,44 millions de téléspectateurs[63] (première diffusion)
- Canada : 1,564 million de téléspectateurs[64] (première diffusion + différé 7 jours)
- France : 1,62 million de téléspectateurs[62] (première diffusion)

- Riann Steele (Sydney Halliday)
- Doug Savant (procureur général associé des États-Unis Eric Barlow)
- Mark Gessner (Oliver Crane)
- Tom Arnold (Elvis Bertrand)
- John Cothran, Jr. (Elliott Newman)
- Matt Servitto (Capitaine Estes du NOPD)
- Lou Diamond Phillips (Chef Adjoint Cedric Gossett du NOPD)
- Karen Izzo (Sharon Conley)
- Ellen Hollman (Amelia Parsons)

### Épisode 24:Échec et mat (2/2)
- États-Unis /  Canada : 15 mai 2018 sur CBS / Global
- France : 1er septembre 2018 sur M6
- Belgique : 13 mai 2020 sur RTL-TVI

- États-Unis : 9,44 millions de téléspectateurs[63] (première diffusion)
- Canada : 1,564 million de téléspectateurs[64] (première diffusion + différé 7 jours)
- France : 1,56 million de téléspectateurs[62] (première diffusion)

- Doug Savant (procureur général associé des États-Unis Eric Barlow)
- James Denton (Capitaine Deckard)
- Riann Steele (Sydney Halliday)
- Mark Gessner (Oliver Crane)
- John Cothran, Jr. (Elliott Newman)
- Lou Diamond Phillips (Chef Adjoint Cedric Gossett du NOPD)
- Ellen Hollman (Amelia Parsons)